# Ariane Meijer
Ariane Anne Meijer (Amsterdam, 1 juli 1967 – Schellinkhout, 28 augustus 2015), onder het publiek beter bekend als Ariane Spier, was een Nederlands model, actrice, presentatrice, schrijfster en jurist.

## Loopbaan
Meijer deed op jonge leeftijd modellenwerk voor onder andere Wehkamp, had bijrollen in de televisieseries Zeg 'ns Aaa, Ha, die Pa!, Goudkust en Costa!. Als Ariane Spier, de naam van haar toenmalige echtgenoot, brak ze in de jaren 90 door als televisiepresentatrice. Via AT5 en Call TV kwam ze in 1998 bij SBS6 terecht. Ze presenteerde onder andere Geboeid, Explosief samen met Jeroen van der Boom, het Dominospel tijdens Domino Day en het belspel van Expeditie Robinson.
Na 2003 timmerde ze vooral aan de weg als schrijfster. Ze bracht drie literaire thrillers uit en schreef een boek over daten; Schatje, ik ben te leuk en te sjiek voor je: Het mannen ABC (later als pocket-editie heruitgegeven onder de titel Het mannen ABC).

## Personalia
In 2003 scheidde Meijer van haar echtgenoot Olivier Spier. Ze trouwde in 2009 met Alwin van der Toorn, maar ook deze relatie eindigde in zwaar weer.
Meijer overleed op 28 augustus 2015 op 48-jarige leeftijd ten gevolge van zelfdoding. Ze leed al enige tijd aan depressies.

## Filmografie
- Zeg 'ns Aaa (1989)
- Ha, die Pa! (1991)
- Diamant (1993)
- Goudkust (1997)
- Costa! (2003)